# いよかんワイド
『いよかんワイド』は、2004年3月29日から2011年4月1日まで愛媛県内のNHK総合テレビで平日夕方に放送されていた、NHK松山放送局製作の地域情報番組である。前身は『だんだん5』（17時台）・『イブニングえひめ』（18時台）、後番組は『いよ×イチ』。

## 放送スタイル
番組は、地域の話題を伝えるコーナー・特集報道・現場からの生中継などを実施していた。18時台には45分程度のローカルニュース枠を設け、項目のひとつひとつを時間をかけて伝えていた。また、2006年度までは17時台でも主要ローカルニュースを伝えていた（国会中継・大相撲中継・高校野球などの中継がある日を除く）。
18時台では東京からのニュースを伝えた後、地域の風景映像を使った2回目のオープニングタイトルを表示。そして、よほど大きなニュースが無い限りはキャスター同士の会話を交えながらソフトな話題をひとつ伝え、その後にトップニュースを伝えていた。
2007年度からは18時台のみの放送へ移行したこともあって多少の企画の変更があり、気象情報についてはすべて自局出しに変更していた。

## コーナー
- メインニュース
- 特集
- 気象情報

ほか

## 放送時間の変遷

### 放送終了時点（2010年度）
- 月曜 - 金曜 18:10 - 18:58:55

### 過去
- 月曜 - 金曜 17:05 - 18:58:55（2004年3月まで）
- 月曜 - 金曜 17:10 - 18:58:55（2004年度・2005年度）
- 月曜 - 金曜 17:30 - 18:58:55（2006年度）

### 備考
- 祝日には放送を休止。
- 2006年度までは18:00から10分間の全国ニュースを放送していた。国会中継・大相撲中継・高校野球などの中継がある日には18:10スタートになることもあった。

## 出演者

### 歴代キャスター
| 年度 | 男性キャスター      | 女性キャスター（隔週交替） | 女性キャスター（隔週交替） | 備考                             |
| ---- | ------------------- | -------------------------- | -------------------------- | -------------------------------- |
| 2004 | 内藤啓史 ↓ 白崎義彦 | 結野亜希                   | 仙波紀子                   | 内藤は体調不良のために途中降板。 |
| 2005 | 秋鹿真人            | 首藤奈知子                 | 仙波紀子                   |                                  |
| 2006 | 古谷敏郎            | 鈴木奈穂子                 | 仙波紀子                   |                                  |
| 2007 | 古谷敏郎            | 鈴木奈穂子                 | 仙波紀子                   |                                  |
| 2008 | 古谷敏郎            | 髙島裕子                   | 横手久美子                 |                                  |
| 2009 | 古谷敏郎            | 髙島裕子                   | 岡田千春                   |                                  |
| 2010 | 永井克典            | 田中紀英                   | 岡田千春                   |                                  |

- 東真由美（当時NHK契約キャスター） - 17時台キャスター（2004年度の途中まで）
- 岡田留美（当時NHK契約キャスター） - 17時台キャスター（2005年度）、スポーツ担当（2006年度から）

### 気象予報士など
- 大西英記（元気象庁職員、2006年度から）